# Шара Жиєнкулова
Шара Баймолдакизи Жиєнкулова (каз. Шара Баймолдақызы Жиенқұлова; справжнє ім'я Гулшара (каз. Гүлшара), у шлюбі Жандарбєкова; 18 липня 1912, Вєрний, Семиріченська область, Російська імперія — 21 травня 1991, Алмати, Казахська РСР) — казахська танцівниця, освітянка, народна артистка Казахської РСР (1938).

## Біографія
Шара з роду Каракєсєк племені Аргин. Була 14-тою дитиною в родині Баймолди Жиєнкулова, купця Першої гільдії з Вірного (нині Алмати). У 1929—1930 роках навчалася на історичному факультеті Казахського педагогічного інституту (нині Казахський національний педагогічний університет).
Головним педагогом та наставником для Шари виявився досвідчений балетмейстер театру, колишній соліст Большого театру та партнер всесвітньо відомої Анни Павлової Олександр Артемович Олександров. Він дав Шарі гарну основу російського класичного танцю і постійно звертав увагу на необхідність національного характеру мистецтва. Результатом їхньої спільної роботи став «Таттімбєт», який досі вважається одним із найкращих казахських танців.
Перша роль Шари Жиєнкулової у Казахському драматичному театрі імені Ауєзова — Пуліш у п'єсі Беімбета Майліна «Майдан». Вона також виконувала ролі Енлік, Карагоз у п'єсах «Енлік — Кебек», «Карагоз» Мухтара Ауезова та ін.
Коли 13 січня 1934 року в Казахстані вперше піднялася завіса нового Казахського Державного музичного театру, одним із яскравих моментів у спектаклі «Айман — Шолпан» (музична драма Мухтара Ауезова) став перший національний казахський танець «Келіншек». Його вигадала, поставила і сама виконала Шара Жиєнкулова, і це був початок казахської хореографії.
Виконувала народні танці в музичній драмі «Айман — Шолпан» Мухтара Ауезова, в операх «Киз Жібек», «Жалбир» та «Єр Таргин» Є. Г. Брусіловського. Жиєнкулова танцювала партію «Мамир» у першому казахському національному балеті «Калкаман — Мамир» (1938). 1938 року зіграла роль Балим у фільмі «Амангельди». Спільно з балетмейстером Л. А. Жуковим здійснила постановку балету І. Н. Надірова «Көктем» («Весна», 1940).
У 1940—1962 роках працювала в Казахській філармонії; у 1962—1966 роках була керівницею ансамблю пісні й танцю КазРСР.
У 1966—1975 роках Шара Жиєнкулова працювала директоркою Алматинського хореографічного училища імені О. Селезньова. Її учениці — народна артистка КазРСР Г. Талпакова; заслужені артистки КазРСР К. Карабалінова, Б. Байжуманова та ін. У 1965 році в алматинському хореографічному училищі Шара Жиєнкулова відкриває «Народне відділення», у неї з'являються учні та послідовники.
Шара Жиєнкулова багато їздила республікою, вивчаючи побут, традиції та звичаї різних регіонів. Як результат цих поїздок з'явилися танці: «Таттімбет», «Айжан киз», «Кара жорга», «Кирик киз». У 1936 та 1958 роках брала участь у декадах казахської літератури та мистецтва в Москві.
Шару Жиєнкулову називають «діамантом» музично-пластичного мистецтва. Вона відрізнялася дивовижною грацією, але особливо незвичайним був малюнок рук, рухи пальців, голови. Для неї Гульфайрус Ісмаїлова намалювала картину «Казахський вальс». Ту ж назву носить одна з найвідоміших постановок Жиєнкулової, створена на музику Латиф Хаміді. «Казахський вальс» був вперше представлений групою танцівниць на сцені Великого театру в Москві 1958 року на Декаді казахської літератури та мистецтва, а надалі неодноразово показувався на радянських і зарубіжних сценах.
Померла 21 травня 1991 року, через 40 днів після смерті сина Болата Жандарбєкова. Похована поряд із сином на Кенсайському цвинтарі Алмати.

## Сім'я
Одружилася з Курманбєком Жандарбєковим в 1928 році. Син — Болат Жандарбєков (9 лютого 1932 — 23 березня 1991), письменник, автор історичної дилогії «Сакі» («Томіріс» / «Подвиг Ширака»).

## Фільмографія
| Рік  |   | Українська назва | Оригінальна назва      | Роль                      |
| ---- | - | ---------------- | ---------------------- | ------------------------- |
| 1938 | ф | Амангельди       | Амангелді              | Балим, дружина Амангельди |
| 1954 | ф | Дочка степів     |                        |                           |
| 1957 | ф | Наш любий лікар  | Біздің сүйікті дәрігер | балетмейстер              |

## Нагороди
- Заслужена артистка Казахської РСР (1936)
- Орден «Знак Пошани» (1936)[6]
- Народна артистка Казахської РСР (1938)
- Орден Леніна (1959)
- Державна премія Казахської РСР (1968)
- Орден Трудового Червоного Прапора (1972, 1982)
- Медаль «За бойові заслуги» (СРСР)
- Медаль «За трудову відзнаку»

## Пам'ять
- У столиці Казахстану в місті Астана названо вулицю на честь Шари Жиєнкулової.
- 17 жовтня 2012 року на честь 100-річчя танцівниці, педагога, Народної артистки КазРСР Шари Жиєнкулової видано пам'ятну марку в серії «Пам'ятні, ювілейні дати та свята».